# Монголске инвазије на Анадолију
Монголске инвазије на Анадолију догодиле су се у различита времена, почев од инвазије 1241–1243. која је кулминирала битком код Косе Дага. Стварну власт над Анадолијом имали су Монголи након што су се Селџуци предали 1243. до пада Илканата 1335. Пошто се султан Селџука неколико пута побунио, 1255. године Монголи су крстарили кроз централну и источну Анадолију. Гарнизон Илканата био је смештен у близини Анкаре. Тимурова инвазија понекад се сматра последњом инвазијом Монгола на Анадолију. У Турској се и даље могу видети остаци монголског културног наслеђа, укључујући гробнице монголског гувернера и сина Хулагу-кана.
До краја 14. века, већину Анадолије контролисали су разни анадолски бегови (бејлици) због пропасти династије Селџука у Руму. Туркменски бегови били су под контролом Монгола због пропадања селџучких султана. Бегови нису ковали кованице у име својих лидера, док су остали под сизеренством Илканида. Османски владар Осман I био је први турски владар који је ковао новчиће у своје име 1320-их, јер постоји легенда „Ковао га је Осман, син Ертугрула“. Будући да је ковање кованица у исламској пракси било прерогатив који је признат само за суверене, може се сматрати да су Османлије постале независне од монголских Канова.

## Рани односи
У 12. веку Византијско царство је поново успоставило контролу у западној и северној Анадолији. После освајања Константинопоља 1204. године од стране латинских крсташа, успостављене су две византијске државе континуитета Никејско царство и Епирска деспотовина. Треће, Трапезунтско царство, створио је Алексије I Трапезунтски неколико недеља пре освајања Цариграда. Од ове три државе наследнице, Трапезунд и Никеја биле су у близини Монголског царства. Тада је контрола Анадолије била подељена између грчких држава и селџучког Румског султаната, са византијским поседима који су се постепено смањивали.
Монголско царство је освојило Персију 1230; Чормаган је постао војни гувернер. Тада није било непријатељстава са Турцима Селџуцима. Кејкубад (тур. Keykûbad) I и његов непосредни наследник Кејхусрев (тур.Keyhüsrev) II били су у вазалском односу са Великим Огатај-каном. Огатај је умро 1241. године, а Кејхусрев је искористио прилику да се одрекне свог вазалства, верујући да је довољно јак да се одупре Монголима. Чормаганов наследник Бајџу Нојан позвао га је да обнови своју потчињеност: да лично оде у Монголију, преда таоце и прихвати монголске контролоре (Darughachi). Када је султан одбио, Бајџу је објавио рат. Селџуци су напали Краљевину Грузију, вазала Монголског царства.

## Пад Ерзурума
Бајџуова војска напала је Ерзурум због непослушношти Кејхусрева 1241. године. Пре напада, Бајџу је захтевао покорност. Становници града вређали су монголског изасланика којег је он послао. Пошто је град одлучио да се одупре и пркоси монголској дипломатији, Монголи су га опседали. За два месеца Монголи су заузели Карин и казнили њене становнике. Свестан моћи Селџука у Анадолији, Бајџу се вратио у Муганску равницу без даљег напредовања.

## Борба у Ерзуруму
Бајџу је 1243. напредовао до Ерзурума са контингентом грузијских и јерменских ратника под Авагом и Шаншеом. Опколили су град Ерзурум када је његов гувернер Јакут одбио да га преда. Уз помоћ дванаест катапулта Бајџу је упао у Ерзурум. Када су му јавили о нападу на Ерзурум, Кејхусрев је позвао своје оружане снаге из Коније. Прихватио је изазов тако што је послао ратну поруку, пркосећи Бајџу да је његова војска заузела само један од његових многих градова.

## Косе Даг
Селџучки султан склопио је савез са свим народима који су га окруживали. Краљ јерменског краљевства Киликије обећао му је да ће послати контингент; међутим, није сигурно да су се заиста укључили у његову борбу са Монголима. Кејхусрев је добио војну подршку Трапезунтског царства и ајубидског султана код Алепа, а и Франци плаћеници су учествовали у походу. Због мало поузданих информација тешко је измерити противничке трупе. Али сила Селџука била је већа од Монголске.
Кејхусрев је напредовао од Коније око 320 км до Косе Дага. Монголска војска је ушла у то подручје у јуну 1243. године и чекала поход Селџука и њихових савезника. Рана фаза битке била је неодлучна. Султанове снаге претрпеле су веће жртве и он је одлучио да се ноћу повуче. Гонећи га, Бајџу је на свом путу потчинио Ерзинџан, Дивриги и Сивас.
Монголи су свој логор поставили у близини Сиваса. Монголи су продрли у Кајсери и после кратког отпора, освојили су га. Чувши за катастрофу у Косе Дагу, Хетум I јерменског Краљевства Киликије се брзо помирио са Монголима 1243. године и послао је свог брата Сембата на монголски двор Каракорум 1247. године како би преговарао о савезу са монголским царем Гујук-каном.

## Сивашки мир
Кејхусрев је послао делегацију на челу са својим везиром до Бајџуа, схватајући да би даљи отпор само произвео велику катастрофу. Бајџу је понудио услове засноване на поновној покорности, а Султан је био обавезан да сваке године плаћа данак у злату, свили, камилама и овцама несигурних количина. Скоро половина султаната Рум постала је окупирана земља. Трапезунтско царство постало је покорно монголском Кану, плашећи се потенцијалне казнене експедиције јер су учествовали у бици код Косе Дага.
У Никејском царству Јован III Дука Ватац припремао се за надолазећу монголску претњу. Међутим, Ватац је послао изасланике код Гујук-кана и Монгке-кана. Монголско царство није нанело штету његовом плану за повратак Цариграда из руку Латина који су такође послали свог изасланика Монголима. Ватацови наследници, цареви династије Палеолози обновљене Византије, направили су савез са Монголима, давали су своје принцезе у бракове са монголским кановима.